# Tarakániv
Tarakániv (ucraniano: Тарака́нів; polaco: Tarakanów) es un municipio rural y pueblo de Ucrania, perteneciente al raión de Dubno en la óblast de Rivne.
En 2020, el municipio tenía una población de unos ocho mil cuatrocientos habitantes, de los cuales unos mil setecientos vivían en la capital municipal homónima y el resto repartidos en 17 pedanías. El municipio se fundó en 2016 mediante la fusión de los hasta entonces consejos rurales de Tarakániv y Rachyn, a los que en 2020 se sumaron los de Ploska y Ptycha. Además de estos cuatro pueblos, pertenecen al municipio otros catorce: Birky, Velyki Zahirtsi, Dytýnychi, Zámchysko, Kamyanytsia, Kliuký, Malí Zahirtsi, Mykýtychi, Nová Nosóvytsia, Peréroslia, Pidluzhia, Stara Nosóvytsia, Sudóvychi y Turkóvychi.
Se conoce la existencia del pueblo en documentos desde 1488 y durante siglos fue una pedanía de la ciudad de Dubno, a cuyo vólost pertenecía tanto en la República de las Dos Naciones como en el Imperio ruso. El pueblo es conocido por albergar las ruinas de la fortaleza de Tarakániv, construida en la segunda mitad del siglo XIX bajo la dirección de Eduard Totleben, como parte de las instalaciones rusas para proteger la frontera con el vecino Imperio austrohúngaro. Antes de la fundación del actual municipio en 2016, Tarakániv era sede de un consejo rural que únicamente incluía como pedanías a Velyki Zahirtsi y Malí Zahirtsi.
El pueblo se ubica en la periferia suroccidental de Dubno, separado de la ciudad por el río Ikva, en la salida de la carretera E40 que lleva a Leópolis.